# Рождество Христово
 Тази статия е за християнския празник.  За славянското божество вижте Коледа (бог).  
Рождество Христово, също Коледа, Божик или Божич, е един от най-големите християнски празници, отбелязващ раждането на Иисус Христос. В православието той е един от Дванадесетте велики празника в годишния календар.
След Втората световна война Рождество Христово престава да бъде официален празник в България, но с решение на IX народно събрание от 28 март 1990 година този статут е възстановен.

## Дата
Отбелязва се на 25 декември (по Григорианския и Новоюлианския календар), на 6 януари (Григориански) от служещите си за богослужебни цели с Юлианския календар, за които това е 25 декември по него,[ неясно? ] (Юлианския), на 6 януари и от Арменската апостолическа църква (поради местната традиция за празнуване, като част от Благовещение, т.е. първо по Юлианския, а впоследствие – и по Григорианския календар; но от Арменската църква на Йерусалим – на 19 януари по Григорианския, считан от нея за 6 януари по Юлианския). Сходно е положението в България след 31 март 1916 г., когато в страната, като държавен календар, е приет Григорианският календар – тогава по новия официален граждански календар 7 януари се оказва денят, съответстващ на 25 декември по Юлианския календар и Коледа започва да се чества редовно тогава. През 1968 г. (възприемайки Новоюлианския календар) Българската православна църква установява честването ѝ на 25 декември.

## Имен ден
На Рождество Христово имен ден имат хора, с имена като:
- Христа, Христо, Християна, Християн, Христиана, Христина; Кристиан, Кристиян, Кристияна, Кристиана, Кристина (във връзка с Христос),
- Радослав, Радослава, Радостина (заради радостта от вестта за раждането на Месия),
- Емануела, Емануил, Емил (поради това, че името Емануил е посочено, в Книгата на Исай, като това на детето, което ще бъде родено от девица),
- Ренета (във връзка с раждането).

## Произход на понятието Коледа
Според Речника на българския език, „Коледа“ произлиза от латинската дума calendae – „първият ден от месеца“ (календи). Други разновидности на тази дума са: Ко̀ла̀да, Колѐдна, Колѐнда. На старобългарски названието е Колѧда. На други езици името на празника често се свързва с представите за деня му, като за начало на новата година (като смятан в миналото за ден на зимното слънцестоене), както и за рожден ден на Исус Христос или въобще за ден от голямо значение.

## Християнство
Рождество Христово е използвано, като начална дата на ново летоброене, предназначено да замени използваното често на Изток в периода IV – VI век (впоследствие останало популярно главно у коптите) летоброене от възшествието на император Диоклециан, както и определянето на годините по имената на действащите към съответния момент консули (ежегодно избирани по двама). Създателят му, римският монах Дионисий Малки, изчислява, че Иисус Христос се родил през 754 г. от основаването на Рим. Методът му получава разпространение отначало предимно в Западна Европа. Според задълго останалото популярно на изток летоброене „от сътворението на света“ Исус е роден през 5508 г. от Сътворението на света.
В ранното християнство празникът Рождество Христово няма устойчива дата. Източните църкви празнуват това събитие на Богоявление (6 януари) още по времето на император Константин Велики, преди 336 г. В III век Ориген увещава християните да не го празнуват на този ден, като посочва, че на този ден праведният Йов и пророк Еремия скърбели (Йов 14:4; Еремия 20:14). Църковните отци от III и IV век (св. Иполит, Тертулиан, Йоан Златоуст, Кирил Александрийски, блаж. Августин, Климент Александрийски) посочват 25 декември като исторически по-подходяща дата на Рождество Христово, вероятно като част от противоборствата им с митраистите. В Рим Рождество Христово се празнува през втората четвърт на IV век, в Антиохия в 375 г. св. Василий Велики въвежда празника в Константинопол в 379 г., по други сведения около 377 г. по заповед на император Аркадий и внушението на св. Йоан Златоуст, а в 430 г. започват да го празнуват в Александрия, в Палестина около VII век. Арменската църква празнува Рождество Христово на 6 януари. Първата църковна служба на празника се датира от науката в V век.

### Рождество Христово в евангелията на Лука и Матей
Според Евангелието от Лука Исус Христос е роден във Витлеем, Юдея, град във възстановеното под римска опека царство Юдея на Ирод I Велики. Малко преди това майка му Мария, заедно със съпруга си, дърводелеца Йосиф, потомък на Давидовия род, отиват от Назарет (вероятно – родното място на Мария, където са се устроили да живеят, след като тя напуска службата си във Втория храм, където е живяла от детинство, за да се омъжи) във Витлеем, родното място на Йосиф, както и на самия древен цар Давид. Причината според Евангелието е, че римският император Октавиан Август (около 63 г. пр. Хр. – 14 г. сл. Хр.) е издал заповед за цялостно преброяване на населението в Римската империя, в чиито в граници тогава е и Палестина, където (според еврейската традиция, която изглежда е била приложена в този случай, към населението на зависимото царство на Ирод, въпреки че римската е била по местоживеене) всеки мъж се задължава да се яви с домочадието си и да се запише с него, там откъдето е родът му. В странноприемницата във Витлеем за бременната Мария и за Йосиф не се намира място, затова те се подслоняват в пещера извън града, където пастири затварят, гледаните от тях овце. Това не ги притеснява, понеже в източната култура съжителството между хора и животни традиционно не е рядкост и не се възприема, като унизително – в много домове добитъкът и неговите ясли са отделени от жилищните помещения само с тънка преграда).
В мига на Рождеството в небето пламва необикновена светлина, явява се ангел и съобщава на намиращите се наблизо скотовъдци, че на света е дошъл Спасителят/Месията: „И рече им ангелът: Не бойте се, защото ето, благовестя ви голяма радост, която ще бъде за всички човеци. Защото днес ви се роди в града Давидов Спасител, Който е Христос. И ето ви белег: ще намерите Младенец повит, лежащ в ясли. И внезапно се яви с ангела многобройно войнство небесно, което хвалеше Бога и казваше: Слава във висините Богу и на земята мир, между човеците в които е Неговото благоволение!“ (Евангелие от Лука, 2:10 – 14) В Новия завет се твърди също, че витлеемските пастири са били и първите хора, поклонили се на Бога-Син.
Според Новия завет, Младенеца Исус почитат и трима източни мъдреци, известни като Тримата влъхви, доведени във Витлеем от Витлеемска звезда. Предвид това те посещават цар Ирод (в текста това изглежда е цар Ирод Велики) и от тях той научава, че се е родило или ще се роди дете, което може един ден да претендира за трона и се опитва с тяхна помощ да научи подробности за местонахождението му. Обаче мъдреците не се връщат при него, след като намират Исус, а Бог изпраща при Йосиф ангел, който му казва да избяга и да се укрива достатъчно дълго, заедно със семейството си в Египет. Така малкия Исус се спасява от опита на Ирод да го убие, посредством така нареченото Избиване на младенците – клане на най-малките деца във Витлеем (който е на 10-ина километра от столицата Йерусалим) и околностите му, което царят предприема, с надеждата сред тях да е и предполагаемият бъдещ съперник на династията му. (Евангелие от Матей, 2:9 – 13). Също така известна е и историята, свързана с оцеляването на Йоан Кръстител, който е братовчед на Исус и е роден към половин година преди него.
Според Лука, след като изминава т. нар. период на очистянето на родилката и след като е обрязан (за което е празникът Обрезание Господне) Исус е заведен от родителите си в Йерусалим за да го представят пред Йехова във Втория храм и да извършат традиционните жертвоприношения на птици (гълъби). Там тогова е и праведен мъж на име Симеон, на когото Светият Дух е обещал, че няма да умре, докато не види Христос и който силно се зарадва, когато го зърва (според легендата това е един от съставителите на Септуагинтата и съответно е поне над 300-годишен, което се обяснява с чудо). Освен него, детето възвествява и възхвалява сред множеството и престаряла пророчица, наречена Ана, дъщеря Фануилова, която също го е очаквала. За това е празникът Сретение Господне.
После Йосиф и Мария, заедно с Исус се завръщат в Назарет, но редовно идват в столицата за празника Пасха. (Евангелие от Лука, 2:22 – 41) Впоследствие Исус често е свързван с Назарет и областта Галилея, в която се намира. Евангелист Йоан не казва направо къде е роден Исус Христос, но споменава, че хората в Галилея са смятали, че е от Назарет. (Евангелие от Йоан, 1:43 – 46) Също така и Марк го нарича Исус от Назарет. (Евангелие от Марк, 1:9) Матей обосновава връзка на Исус с този град, с това че имало древно пророчество, според което Месията трябвало да се нарече Назорей. (Евангелие от Матей, 2:23)
Рождество Христово се описва и в апокрифите – в Евангелието на Псевдо-Матей, Протоевангелието на Яков, Евангелието на Детството (книгата „Томино евангелие“ или „Детство Исусово“, приписвана на апостол Тома) и „Историята на Йосиф Дърводелеца“, от които черпи широко християнското изкуство.

## Храмове в България, посветени на Рождество Христово
В България има 14 храма, посветени на Рождество Христово, сред които един манастир, един манастирски параклис и един семинаристки параклис, . Всичките храмове са към Българската православна църква-Българска патриаршия:
- Шипченски манастир „Рождество Христово“ с прилежащия му основен храм, също посветен на Рождество Христово - част от Старозагорска епархия на БПЦ;
- Параклис „Рождество Христово“ към Рилския манастир - възстановен е през 2009 година. През комунизма помещението е превърнато в киносалон[8]. В днешно време, през зимния период богослуженията в Рилския манастир се извършват в този параклис[7];
- Параклис „Рождество Христово“ към Софийската духовна семинария - построен е през 1997-1998 година[9];
- Черкви, посветени на „Рождество Христово“, има в следните населени места - Арбанаси, Белица, Геша, Големи Българени, Гоце Делчев, Дивотино, Мачкарево, София;
- Параклиси, посветени на „Рождество Христово“, има в следните населени места - Гюргево (Сапарева баня), Левочево.

## Коледа по света
В предимно християнските страни, освен основен религиозен празник, Коледа и е икономически най-значимият празник в годината, а се отбелязва като светски празник и в много страни с малко християнско население. Свързва се с размяна на подаръци в семейството и между приятели, както и с подаръци от Дядо Коледа и други митични персонажи. Други коледни традиции са специалното украсяване за Коледа, включително с коледна елха, коледните песни и обичаи (коледуване), коледните трапези и църковните служби по случай Рождество Христово. Самият празник Коледа често е част от по-голям цикъл зимни празници, понякога започващ от Никулден (в САЩ – още от Деня на благодарността) и завършващ обикновено след Нова година, най-често – с Богоявление (и Йордановден).

### Австралия и Океания
- В Австралия Коледа често се празнува на плажа при температура 40 °C. В Южното полукълбо Коледа съвпада с ваканцията и отпуските. Австралийците обичат да бодърстват през празничната нощ в градината на светлината на свещи и факли.

### Европа
- Австрия е страната, където се ражда известната коледна песен „Тиха нощ, свята нощ", изпълнена за пръв път в църквата „Свети Никола" в Оберндорф бай Залцбург, през 1818 г.
- В Албания Коледа е един от най-популярните фестивали и се посреща с голямо веселие от местните хора, които спазват традицията за честване на годишнината от рождението на Иисус Христос.
- В Англия в навечерието на Коледа се пеят песни и танцуват танци. Във всеки дом има накичена елха за радост на всяко дете.
- В Беларус сламата е важен аспект от Коледните празници. Повечето от ярко оцветените играчки на елхата в Беларус са направени от слама във всякакви форми.
- В Белгия на Бъдни вечер се прави празнична вечеря от повече хора, започваща с питие, аперитив и ордьовър.
- В Босна и Херцеговина коледните дръвчета са украсени с играчки, шоколад, светлини и цветни топки и традиционно гарнирани със звезди. Местните празнуват Коледа предимно със семействата си.
- В Армения, която е първата страна, официално възприела християнството (при Тиридат III), Бъдни вечер е един от най-големите свети религиозни празници. Арменците празнуват Бъдни вечер на 5 януари, а Коледа и Богоявление в един ден – на 6 януари (по Юлианския календар, а по-късно – и по Григорианския).
- В България празникът започва на 24 декември – Бъдни вечер (Малка Коледа). Из цяла България тръгват коледарите. В коледуванията участват само момчетата. Малките коледари обикалят през деня на 24 декември с дрянови сурвачки, тропат по вратите и пеят в къщите коледарски песни, стихове и благословии.

### Африка
- На африканския континент Коледа се празнува от малки и големи християнски общности. На континента има приблизително 350 милиона християни, включително особено старинната Етиопска църква.

### Азия
- В Бангладеш по Коледа мъжете засаждат двойки от бананови дървета в близост до къщите си и до църквата. Малко преди Коледа те накланят листата им, така че да се образува дъга.

### Северна и Южна Америка
- На Бахамските острови честванията, наречени Junkanoo, се провеждат на 26 декември и 1 януари. Между 2 часа през нощта и сутринта огромен парад радва стотици хора с танци, музика и най-различни костюми.
- В Аржентина украсяват не елха, а вечно зелените дръвчета – със сняг, направен от памук. На Коледната вечеря цялото семейство се събира в лятната градина.
- В Белиз елхата се украсява с лодки, символизиращи успешната риболовна индустрия на страната. Друга типична декорация са птиците, които са символ на мира.
- В Боливия основният акцент на коледната украса е сцената „Рождество Христово“. Повечето от тях са направени под формата на пирамида със самата ясла в горната част.
- В Бразилия обичаите са разнообразни, поради пъстротата на населението. Една от традициите е направата на сцената на „Рождество Христово“ или „Пресепио“ (думата произлиза от иврит „presepium“, което означава леглото от слама, на което Исус е спал за първи път във Витлеем).

## Други
На Рождеството е наречена улица в квартал „Овча купел“ в София (Карта).